# Ivan I., francuski kralj
Ivan I. Posmrtni (Pariz, 15. studenog 1316. – Pariz, 20. studenog 1316.), francuski kralj i kralj Navare od 5. lipnja 1316. – 20. studenog 1316.
Njegov otac Luj X. je preminuo 5. lipnja 1316. godine tako da je Ivan I. kao nekad prije tisuću godina perzijski car Šapur II. postao kralj prije rođenja. Ivanova je majka bila Klemencija Ugarska.
Smrt Ivana I. u petom danu života je bacila određene sumnje na njegovog strica, regenta i nasljednika Filipa V.
| Prethodnik: | Kralj Francuske | Nasljednik: |
| Luj X.      | Kralj Francuske | Filip V.    |